# Лебница (село)
Лебница (болг. Лебница) — село в Благоевградской области Болгарии. Входит в состав общины Сандански. Находится примерно в 4 км к юго-западу от центра города Сандански и примерно в 56 км к югу от центра города Благоевград. По данным переписи населения 2011 года, в селе  проживало 433 человека, преобладающая национальность — болгары. Село расположено в горном массиве Малешевска-Планина.

## Население
| Год     | 1934 | 1946 | 1956 | 1965 | 1975 | 1985 | 1992 | 2001 | 2011 |
| ------- | ---- | ---- | ---- | ---- | ---- | ---- | ---- | ---- | ---- |
| Жителей | 79   | 161  | 311  | 443  | 466  | 453  | 437  | 440  | 433  |

|  |